# アンジェロ・ロ・フォレーゼ
アンジェロ・ロフォレーゼ（Angelo Lo Forese、1920年3月27日 - 2020年5月14日）は、イタリアのテノール歌手。
ミラノの生まれ。1938年から地元の音楽院で声楽を学ぶ。第二次世界大戦の激化に伴い、1941年に学業を中断してスイスに逃れたが、戦後にイタリアに戻って声楽の研鑽を積み、1948年にレオンカヴァッロの《道化師》のシルヴィオ役でバリトン歌手として初舞台を踏んだ。その後もアウレリアーノ・ペルティレに師事し、バリトン歌手のエミーリオ・ギラルディーニの助言を受けて1952年からテノールに転向した。
日本には、1961年に初来日し、第3次NHKイタリア歌劇団にて『アイーダ』と『カヴァレリア・ルスティカーナ』に出演している。